# Federico Vanga
Federico Vanga o Wanga (in tedesco Friedrich von Wangen) (XII secolo – Accon, 6 novembre 1218) è stato principe vescovo di Trento dal 9 agosto 1207 (data in cui venne eletto alla carica) fino alla sua morte.

## Biografia
Nacque nel XII secolo da una famiglia nobile del ramo originario di Burgusio in Val Venosta. Il suffisso Vanga (von Wangen) deriva da Vanga, frazione del comune di Renon in cui il padre di Federico, Adelperone I, spostò i suoi interessi economici.
Nel 1197 fu canonico di Augusta e successivamente divenne decano di Bressanone.
Il 9 agosto 1207 fu nominato vescovo di Trento e il 18 novembre dello stesso anno fece il suo ingresso in cattedrale. Fu consacrato vescovo all'inizio del 1209.
Nei primi anni del suo mandato visitò i territori del principato vescovile (in particolare la Val di Sole, la Val di Non e le Valli Giudicarie) e si trovò a dover gestire una rivolta interna. Nel 1212 accompagnò Federico II di Svevia in Germania in occasione della sua incoronazione a imperatore e il 16 febbraio 1213 venne nominato vicario imperiale.

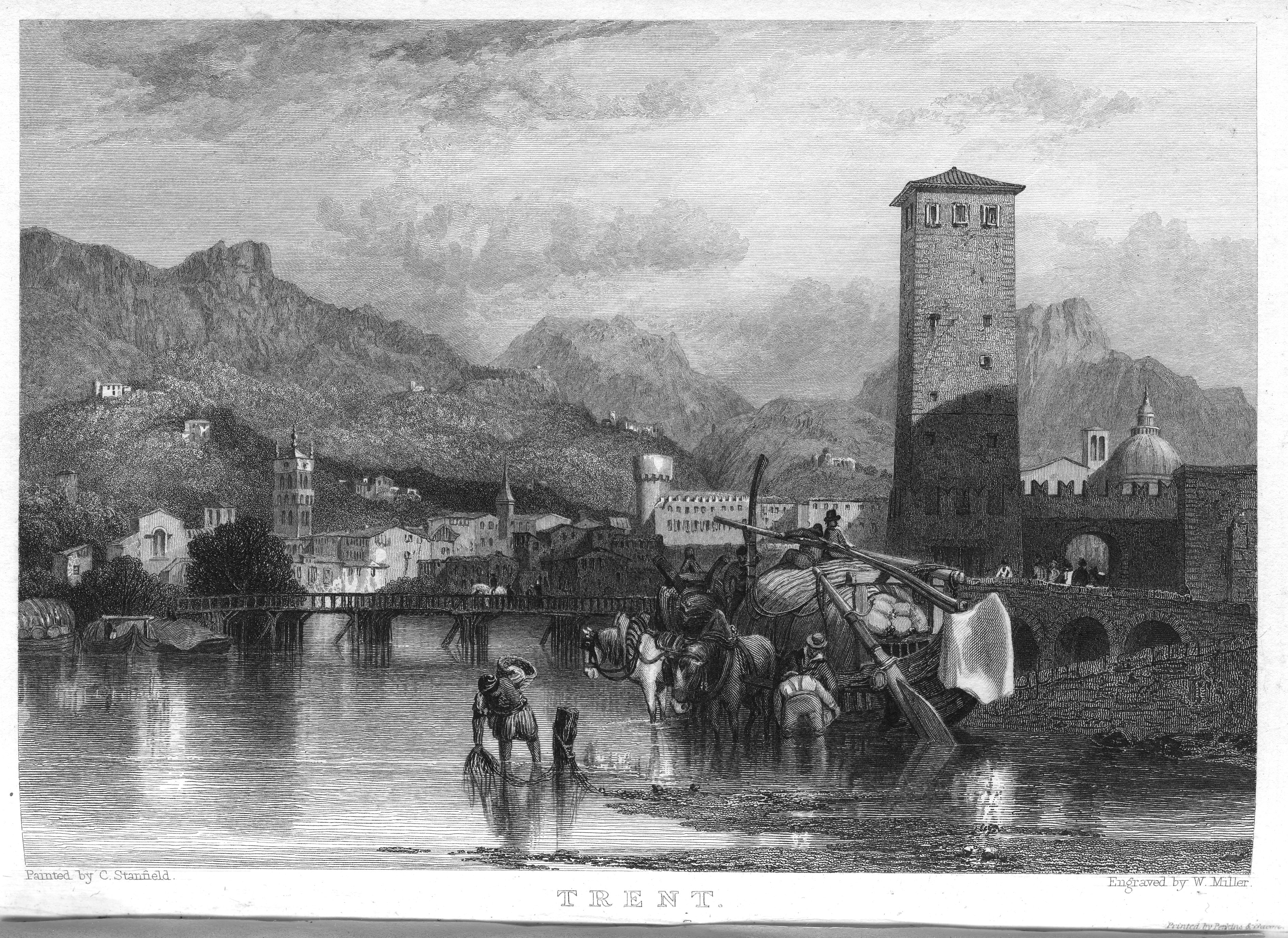
Torre Vanga in un'incisione inglese del 1832.

Fondò vari ospedali e conventi. Nel 1210 acquistò un torre difensiva sulla sponda dell'Adige, che da lui prese il nome di Torre Vanga. Dai primi anni dell'Ottocento la costruzione fu adibita a prigione e le sue finestre quadrate risalgono a questo periodo. Diede anche inizio ai lavori per la costruzione del Duomo nel 1212 affidandoli all'architetto Adamo d'Arogno a cui è intitolata la piazza a sud del Duomo stesso.
A partire dal 1215 curò una raccolta di leggi e di antichi documenti trentini nota come Codex Vangianus all'interno del quale è contenuto il codice minerario voluto da Vanga per la regolamentazione delle miniere argentifere del Monte Calisio. Promosse inoltre l'immigrazione di coloni teutonici, i cosiddetti Cimbri, nel Trentino orientale per dissodare il territorio e per l'impiego nelle miniere.
Partito per la quinta crociata, morì nel viaggio verso la Terra santa il 6 novembre 1218, ad Accon dove fu sepolto nella chiesa dell'Ospedale dei Teutonici nei pressi dell'altare.
Viene ricordato con queste parole all'interno del Dittico Udalriciano, il catalogo dei vescovi trentini:
Qui suo tempore episcopatum Tridentinorum pacife gubernavit et multis edificiis decoravit et palacium cum capella, nimia vetustate et incendio consumptum, eminentiori muro reedificavit. Et ecclesiam sancti martiris Vigilii muro firmissimo construere desideravit set, Christo servire cupiens, cum vicedomino suo Adelpretto, qui ipsi successor extitit, mare transfretavit. Ibique, in civitate que dicitur Acon, diem clausit extremum, VIII idus novembris, anno Domini M CC XVIII, indictione VI.
Sepultus est autem in ecclesia sancte Marie virginis hospitalis Alemannorum, iuxta altare. Sancte Vigili ora pro anima eius. Amen.»